# Quest (chaîne de télévision)
Pour les articles homonymes, voir Quest.
Quest est une chaîne de télévision britannique et irlandaise. Quest propose des programmes factuels, de style de vie, de divertissement et d'autres contenus importés, ainsi qu'une couverture du football.

## Histoire
En octobre 2008, Discovery annonce qu'elle lancerait une chaîne sur Freeview début 2009, mais sans utiliser le nom "Discovery". Un espace réservé apparaît sur la chaîne Freeview 47 le 5 janvier 2009 et sur la chaîne de télévision Tiscali 109 le 14 mai 2009. Bien que la chaîne ait prévu de se lancer le 14 mai 2009 à 10 h, après avoir diffusé une boucle promotionnelle le matin du lancement prévu, la chaîne recommence à afficher un message "Coming soon".
En août 2009, Discovery Networks annonce lancer la chaîne le 30 septembre 2009. En même temps, la chaîne va sur le canal 38. Quest passe ensuite sur le canal 12 de Freeview, un espace précédemment occupé par Dave, en raison de l'acquisition par Discovery de Good Food, Home et Really du réseau UKTV (qui possède Dave) dans le cadre d'un accord avec BBC Studios.
Le 15 octobre 2010, Quest commence à diffuser un programme de 24 heures sur toutes les plateformes à l'exception de Freeview.
Début mars 2014, Quest +1 apparaît sur la chaîne Freeview 57.
Le 21 juillet 2014, Quest annonce qu'elle diffuserait du football en direct, d'abord la Coupe Schalke 04 en 2014, un tournoi de pré-saison mettant en vedette Newcastle United FC. et West Ham United FC. Cinq mois plus tard, la chaîne diffuse une couverture en direct de la Dubai Challenge Cup.
Depuis 2016, Quest diffuse une couverture du British Superbike Championship en direct et en clair. À l'origine, il s'agit d'éviter un conflit avec d'autres événements diffusés sur les chaînes de diffusion normales d'Eurosport, mais par la suite, l'événement est régulièrement diffusé sur la chaîne, en direct ou en temps forts.
Fin 2016, Quest diffuse une couverture en direct et les temps forts de la nouvelle série Home Series International Snooker, Quest diffuse des sessions de l'après-midi en direct des tournois anglais, écossais et nord-irlandais avec une couverture en soirée exclusivement sur Eurosport et des temps forts.
Quest diffuse également chaque année des parties des 24 Heures du Mans avec ses chaînes sœurs Eurosport 1 et Eurosport 2 et diffuse également les temps forts du Championnat du Monde MotoGP avec Moto2 et Moto3 à partir de 2019.